# Unidad Intergaláctica Cuasi Universal
El QUID (iniciales de Quasi Universal Intergalactic Denomination) que puede ser traducido como Unidad o Valor Nominal Intergaláctico Cuasi Universal es la primera moneda diseñada para ser usada en el espacio. 
Su creación fue anunciada públicamente a principios de octubre de 2007. Ha sido diseñada en Reino Unido por una empresa de cambios, la Universidad de Leicester y el National Space Centre, con el fin de disponer de un medio de pago práctico y seguro en un escenario de turismo espacial que los creadores de la moneda prevén que será real a partir de 2009.
Según George Fraser de la Universidad de Leicester, el efectivo y las tarjetas de crédito comunes no son adecuados para su uso en el espacio debido a que las tiras magnéticas serían dañadas por la radiación, a que las monedas podrían resultar peligrosas al flotar en entornos sin gravedad y a la dificultad para pedir autorizaciones de cobro desde cientos de miles de kilómetros.
El diseño elegido para el QUID es el de un disco de bordes redondeados con círculos coloreados en su interior representando a los ocho planetas del sistema solar interior. Se han diseñado monedas con valores de 1 a 10 de diferentes tamaños y colores.
El material utilizado para su construcción es un polímero, el PTFE o Politetrafluoretileno, más conocido como Teflón.
El cambio previsto para 1 QUID en octubre de 2007 por sus creadores es de 8,68 euros, 12.50 dólares americanos o 6.25 libras esterlinas.
La palabra quid significa libra esterlina en inglés británico.